# Жеља звана трамвај
Жеља звана трамвај је југословенски и српски телевизијски филм из 1994. године. Режирала га је Тања Феро, а сценарио је написао Радивоје Бојичић.